# Auf den Straßen einer Stadt
Auf den Straßen einer Stadt ist ein österreichischer Spielfilm aus dem Jahre 1961 von Otto Ambros.

## Handlung
Der Film orientiert sich an der gleichnamigen Hörfunksendung des ORF, die zur Drehzeit bereits seit vier Jahren höchst erfolgreich ausgestrahlt wurde. Im Mittelpunkt des Geschehens steht die junge Kassiererin Renate, die von einer Karriere als Schlagersängerin träumt. Eines Tages begibt sie sich als Beifahrerin in das Auto von Herrn Peters, eines soignierten Herrn fortgeschrittenen Alters, und fährt mit ihm übers Land. Renates Freund Rudi, von Beruf Fahrlehrer, bekommt das mit und glaubt offensichtlich an so etwas wie eine Entführung. Sofort saust er mit seinem Fahrschüler Sedlacek Renate nach. Unterwegs werden sie aufgehalten, sodass Rudi nunmehr die Notrufsendung „Autofahrer unterwegs“ informiert und um Hilfe auf der Suche nach Renate bittet. Nach einigem Hin und Her wird der wirkliche Besitzer eines gestohlenen Fahrzeugs ermittelt, und Renate und Rudi finden wieder zueinander.

## Produktionsnotizen
Der Film wurde am 7. Dezember 1961 uraufgeführt, in Deutschland lief der Streifen ab dem 2. März 1962 Die deutsche Fernsehpremiere war am 20. Juli 1996 auf SAT.1.
Immanuel Steiner gestaltete die Filmbauten, der Ingenieur Otto Leitner kümmerte sich um den Ton.

## Kritiken
Der billigst hergestellte Film erhielt vernichtende Kritiken:
Paimann’s Filmlisten resümierte: „Eine ebenso simpel erdachte wie primitiv inszenierte Dutzendgeschichte, in dem neben filmungewandtem Nachwuchs auch Bewährte auf verlorenem Posten“ stehen.
Im Lexikon des Internationalen Films hieß es: „Auffallend unzulängliches Lustspiel.“
Der Online-Auftritt von Cinema schimpfte kurz „Armselige Schmonzette“.